# Gilbert Colbert de Saint-Pouange
Pour les autres membres de la famille, voir Famille Colbert.
Gibert Colbert, seigneur de Saint-Pouange est un homme d'État français, né en 1642 et mort le 22 octobre 1706.

## Biographie
Premier commis de la Guerre sous Michel III Le Tellier (son beau-frère) puis sous Louvois et Barbezieux, il joua le rôle d'un véritable ministre adjoint, un « échappé de ministre », écrit même Saint-Simon. En l'absence du ministre, il travaillait directement avec Louis XIV.
Quand Michel Chamillart fut nommé secrétaire d'État de la Guerre, Saint-Pouange se retira. La même année, il reçut la charge de grand trésorier de l'ordre du Saint-Esprit.
Décédé le 22 octobre 1706 à l'âge de 64 ans, il fut inhumé au couvent des Capucines à Montmartre. 

## Union et postérité
Gilbert Colbert était un fils puîné de Jean-Baptiste Michel Colbert (° 20 novembre 1602 - Troyes † 29 avril 1663 - Paris), seigneur de Saint-Pouange et de Villacerf, maître des requêtes au Conseil d'État, conseiller d'État (1631), intendant de Lorraine et Barrois (1657-1661), puis de Picardie et d'Artois (1661), et de Claude (« Claudine ») (° 1604 † octobre 1644), fille de Michel II Le Tellier (° 1575 † 6 mai 1617), seigneur de Chaville et de Villacoublay, magistrat financier, conseiller du Roi en la cour des aides de Paris.
- Il avait épousé (1°) Marie Renée (° vers 1647 † 28 février 1732 - Paris), fille de Laurent de Berthemet, maître des comptes, dont il eut un fils. Gilbert avait également eut (2°) un fils naturel :
  - (1°) François-Gilbert (° 25 septembre 1676 † 11 novembre 1719), marquis de Chabanais (après son mariage), maréchal de camp, marié, le 24 mars 1702 avec Angélique (1684-1729), fille de François d'Escoubleau ( † 1707), marquis de Sourdis, seigneur de Gaujac et de Chabanais, lieutenant-général des armées du roi, gouverneur de l'Orléanais et du pays chartrain, chevalier du Saint-Esprit, dont postérité ;
  - (2°) Nicolas-Hubert Mongault (° 6 octobre 1674 - Paris † 11 août 1746 - Paris), prêtre de l'Oratoire, précepteur du duc de Chartres, abbé de Villeneuve (1719-1746), membre associé de l'Académie royale des inscriptions et belles-lettres (1711), 156e membre de l'Académie française (fauteuil 19, 2 juillet 1718 - 1746)

Les Colbert-Chabanais comptent parmi les familles subsistantes de la noblesse française.